# カイル・マンザード
- カイル・マンザルド

カイル・トーマス・マンザード（Kyle Thomas Manzardo, 2000年7月18日 - ）は、アメリカ合衆国アイダホ州コー・ダリーン出身のプロ野球選手（一塁手）。右投左打。MLBのクリーブランド・ガーディアンズ所属。

## 経歴

### プロ入りとレイズ傘下時代
2021年のMLBドラフト2巡目（全体63位）でタンパベイ・レイズから指名され、プロ入り。傘下のルーキー級フロリダ・コンプレックスリーグ・レイズでプロデビューし、13試合に出場して打率.349、2本塁打、8打点を記録した。
2022年はA+級ボーリンググリーン・ホットロッズで開幕を迎え、シーズン途中にAA級モンゴメリー・ビスケッツへ昇格した。2チーム合計で93試合に出場して打率.327、22本塁打、81打点、1盗塁を記録した。
2023年、レイズ傘下ではAAA級ダーラム・ブルズでプレーした。また、7月にはオールスター・フューチャーズゲームのアメリカンリーグ選抜に選出された。

### ガーディアンズ時代
2023年7月31日にアーロン・シバーレとのトレードで、クリーブランド・ガーディアンズへ移籍した。移籍後は傘下のルーキー級アリゾナリーグ・ガーディアンズとAAA級コロンバス・クリッパーズでプレーし、移籍前を含めた3チーム合計では97試合に出場して打率.237、17本塁打、55打点、1盗塁を記録した。オフにはアリゾナ・フォールリーグに参加し、ピオリア・ハベリーナズに所属した。
2024年はAAA級コロンバスで開幕を迎え、5月6日にメジャー契約を結んでアクティブ・ロースター入りした。同日のデトロイト・タイガース戦にて「7番・指名打者」で先発出場してメジャーデビューを果たすも、3打数で3三振を喫した。

## 詳細情報

### 年度別打撃成績
| 年 度    | 球 団    | 試 合 | 打 席 | 打 数 | 得 点 | 安 打 | 二 塁 打 | 三 塁 打 | 本 塁 打 | 塁 打 | 打 点 | 盗 塁 | 盗 塁 死 | 犠 打 | 犠 飛 | 四 球 | 敬 遠 | 死 球 | 三 振 | 併 殺 打 | 打 率 | 出 塁 率 | 長 打 率 | O P S |
| -------- | -------- | ----- | ----- | ----- | ----- | ----- | -------- | -------- | -------- | ----- | ----- | ----- | -------- | ----- | ----- | ----- | ----- | ----- | ----- | -------- | ----- | -------- | -------- | ----- |
| 2024     | CLE      | 53    | 156   | 145   | 11    | 34    | 12       | 0        | 5        | 61    | 15    | 0     | 0        | 0     | 1     | 9     | 0     | 1     | 41    | 3        | .234  | .282     | .421     | .703  |
| MLB：1年 | MLB：1年 | 53    | 156   | 145   | 11    | 34    | 12       | 0        | 5        | 61    | 15    | 0     | 0        | 0     | 1     | 9     | 0     | 1     | 41    | 3        | .234  | .282     | .421     | .703  |

- 2024年度シーズン終了時

### 年度別守備成績
| 年 度 | 球 団 | 一塁（1B） | 一塁（1B） | 一塁（1B） | 一塁（1B） | 一塁（1B） | 一塁（1B） |
| 年 度 | 球 団 | 試 合      | 刺 殺      | 補 殺      | 失 策      | 併 殺      | 守 備 率   |
| ----- | ----- | ---------- | ---------- | ---------- | ---------- | ---------- | ---------- |
| 2024  | CLE   | 6          | 13         | 2          | 0          | 1          | 1.000      |
| MLB   | MLB   | 6          | 13         | 2          | 0          | 1          | 1.000      |

- 2024年度シーズン終了時

### 記録
- オールスター・フューチャーズゲーム選出：1回（2023年）

### 背番号
- 9（2024年 - ）